# Castillo de Montsegur

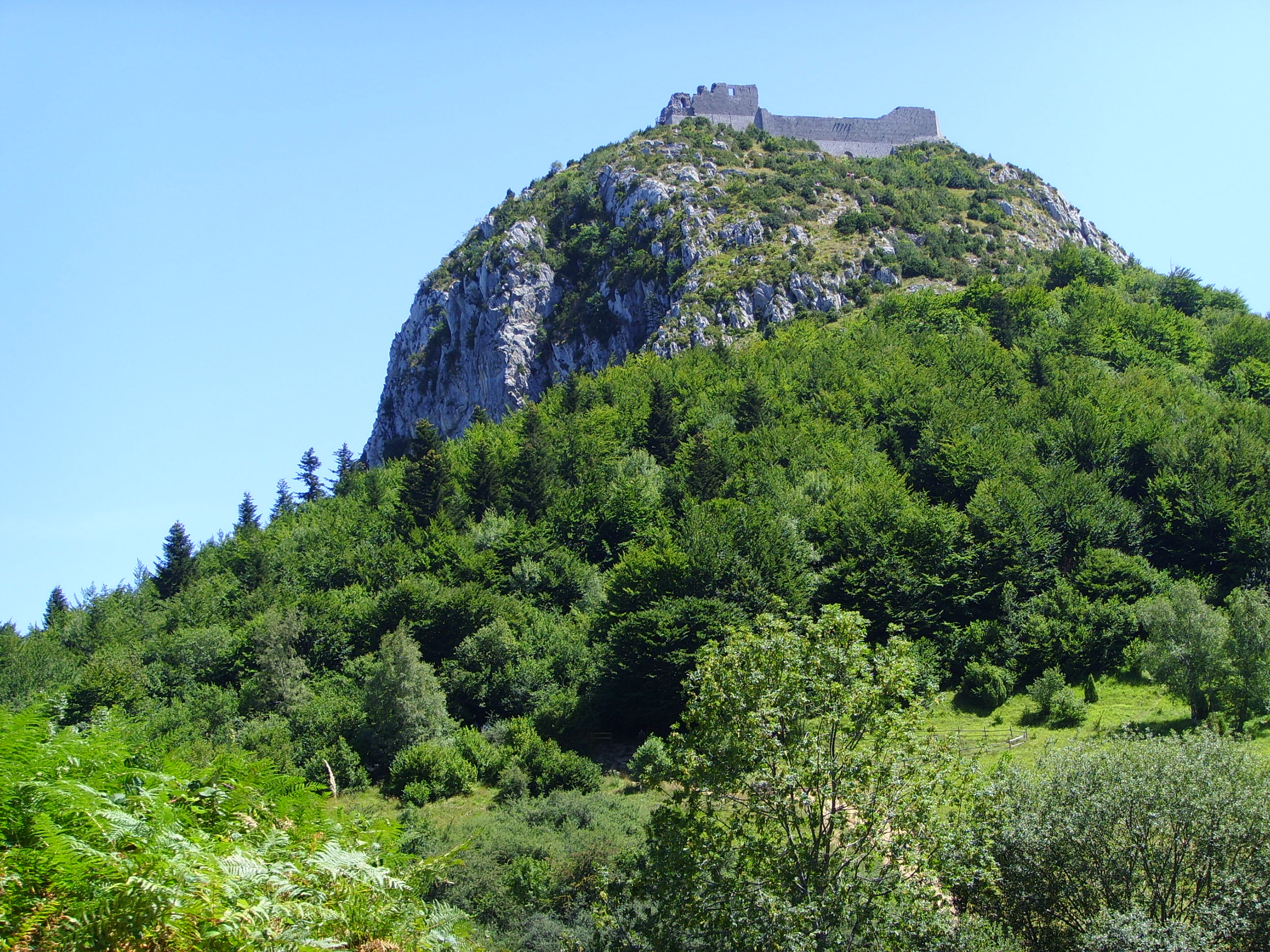
Vista del castillo de Montsegur.

El castillo de Montsegur (Montségur en francés) está situado en la comuna francesa de Montsegur, en el departamento francés de Ariège, en la cima de la montaña del Pog, de 1207 metros de altura.
Los restos del castillo de Montsegur fueron levantados en el siglo XIII por Guy de Lévis, tras el exterminio de los cátaros.
La ciudadela domina todo el valle y es de difícil acceso, hecho que facilita su defensa.

## Arquitectura

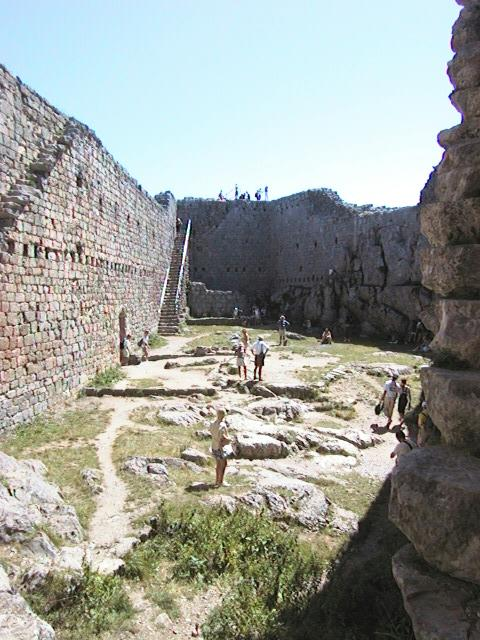
Interior del castillo.

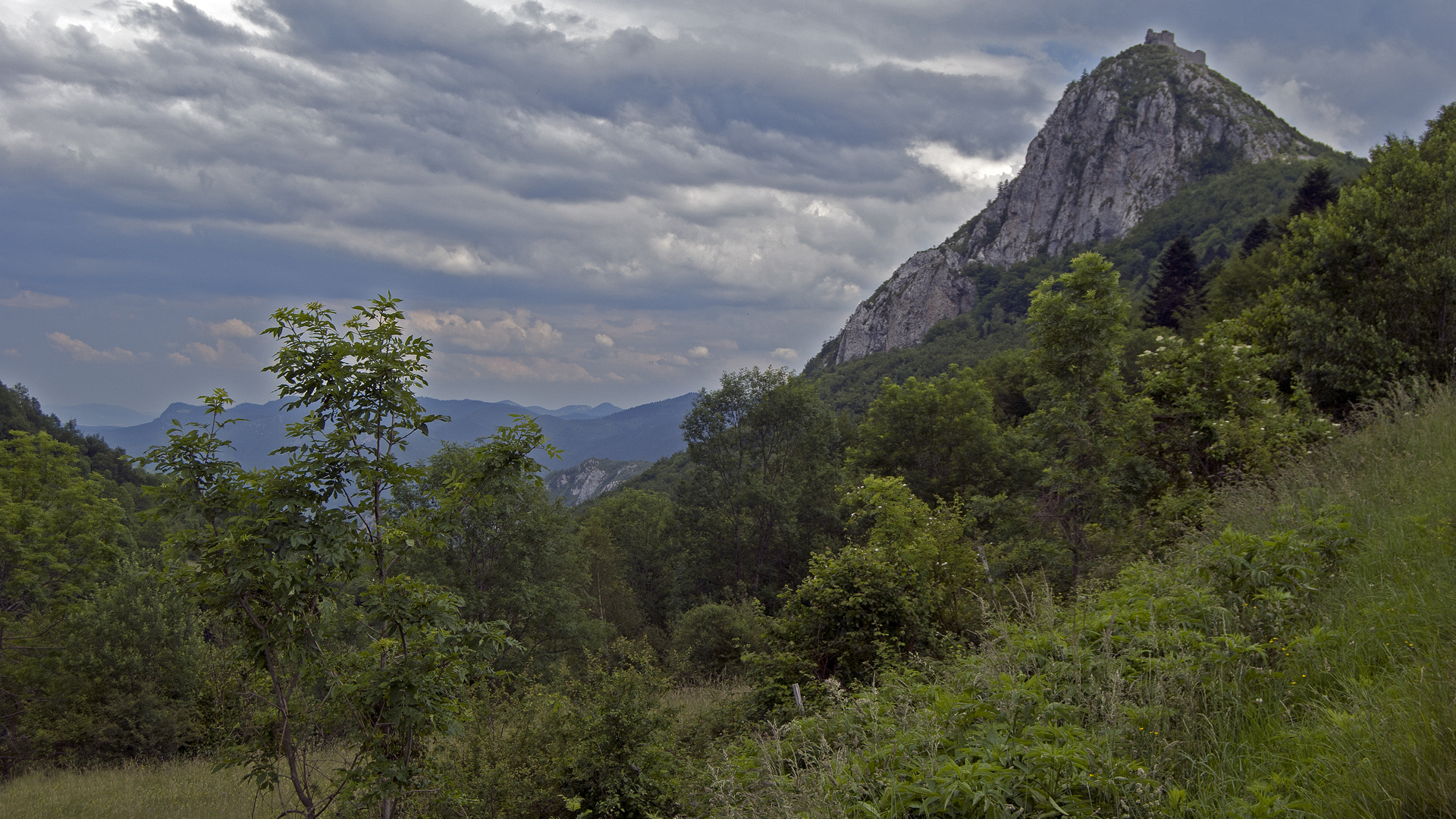
Montsegur vista desde el oeste.

La torre del homenaje, todavía presenta su cisterna y su sala baja, así como un arco usado como último instrumento de defensa de la torre en caso de ser atacado el castillo. Actualmente no existe ninguna comunicación entre el castillo y la torre del homenaje. En el momento del solsticio de verano, cuatro arcos dejan pasar los primeros rayos del sol, atravesando de parte a parte la torre del homenaje.

## Historia
La montaña del Pog probablemente estuvo habitada desde mucho antes de la llegada de los cátaros, ya que está horadada de grutas y sepulturas que lo testimonian. La construcción del castillo se inició en el 1204 por Ramón de Pérella, señor del lugar.
Tras la derrota de Muret en 1213, el obispo cátaro de Tolosa, Guilhabert de Castres, se refugió en el castillo. En 1241, a petición del rey de Francia, Luis IX, el conde Ramón VII de Tolosa emprende el asedio del castillo que, probablemente sin combate, finaliza en fracaso.
Siendo propiedad de la hermana del conde de Foix Raimundo Roger I, Esclaramunda, se refugiaron algunos cátaros (encabezados por Pierre-Roger de Mirepoix), después de ser acusados falsamente de la matanza de los inquisidores de Avignonet en el año 1242.
En mayo de 1243, el senescal de Carcasona, Hugues des Arcis, emprendió el definitivo asedio del castillo. Tras diez meses, y como consecuencia de la traición de montañeses de la región, Ramón de Péreille y Pierre Roger de Mirepoix empezaron la negociación que llevaría a la rendición del lugar. Los vencedores dieron quince días de plazo a los vencidos para abandonar el castillo, pudiendo optar entre la abjuración de su fe y la hoguera.
Finalmente, una pira gigantesca consumiría los cuerpos de 210 mártires. Hoy el lugar es recordado con una estela al estilo medieval en el Camps des cremats que recuerda a los inmolados con el epitafio: 

Als catars, als Martirs del Pur Amor Cristian.
1960

La leyenda asegura que los quince días de tregua permitieron finalizar la formación espiritual de las personas reunidas dentro de las paredes del castillo. Las personas nobles, los soldados y los mercenarios de la guarnición fueron liberados y requeridos por la Inquisición, conforme a los acuerdos hechos en el momento de la capitulación.
El castillo pasó a ser propiedad de Guy de Lévis, antiguo compañero de Simón IV de Montfort, quien edificó una nueva ciudadela de la que provienen los restos actuales.